# 400-kV-Nordeinspeisung Wien

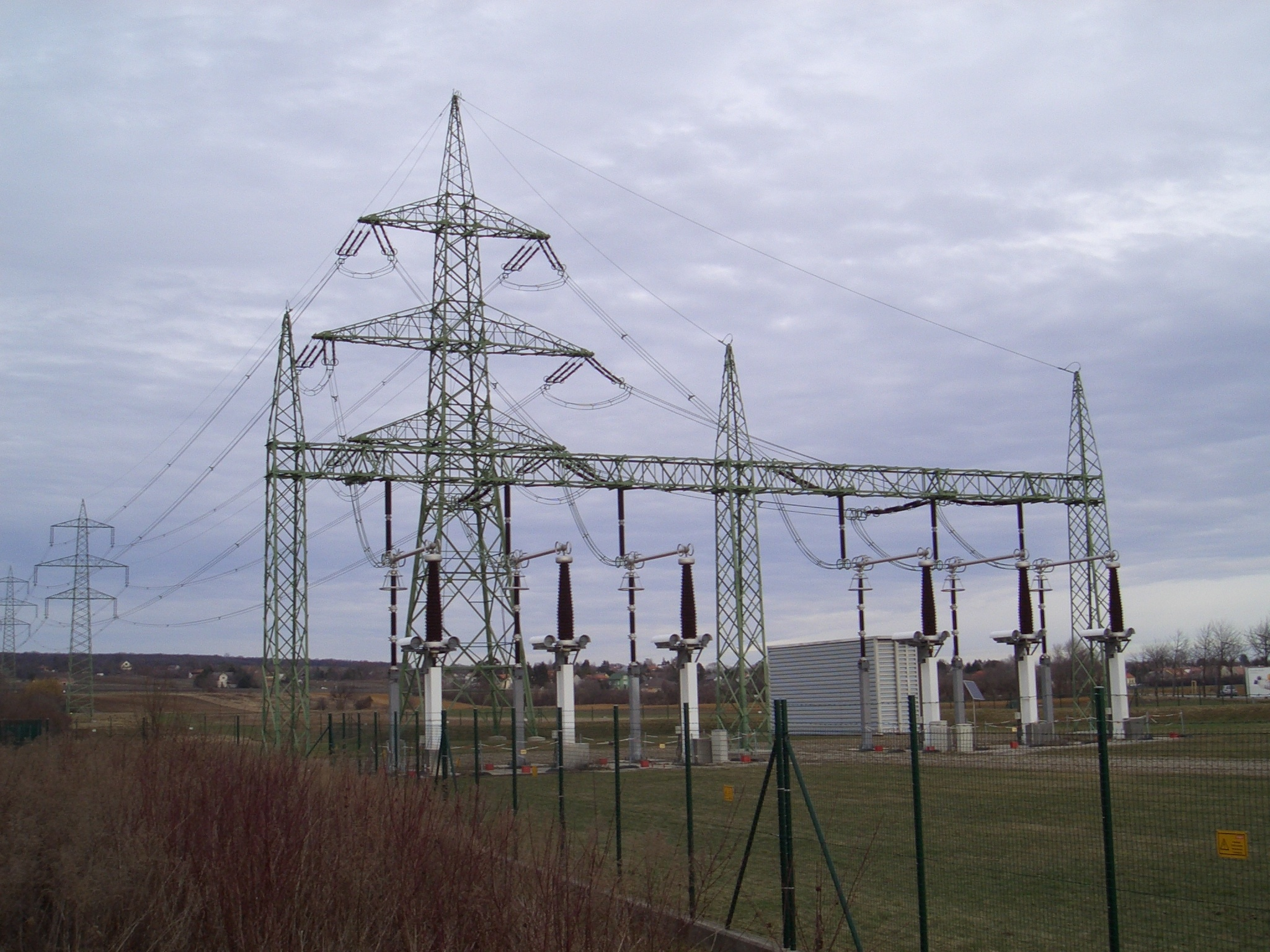
Kabelüberführungsstation der 400-kV-Nordeinspeisung

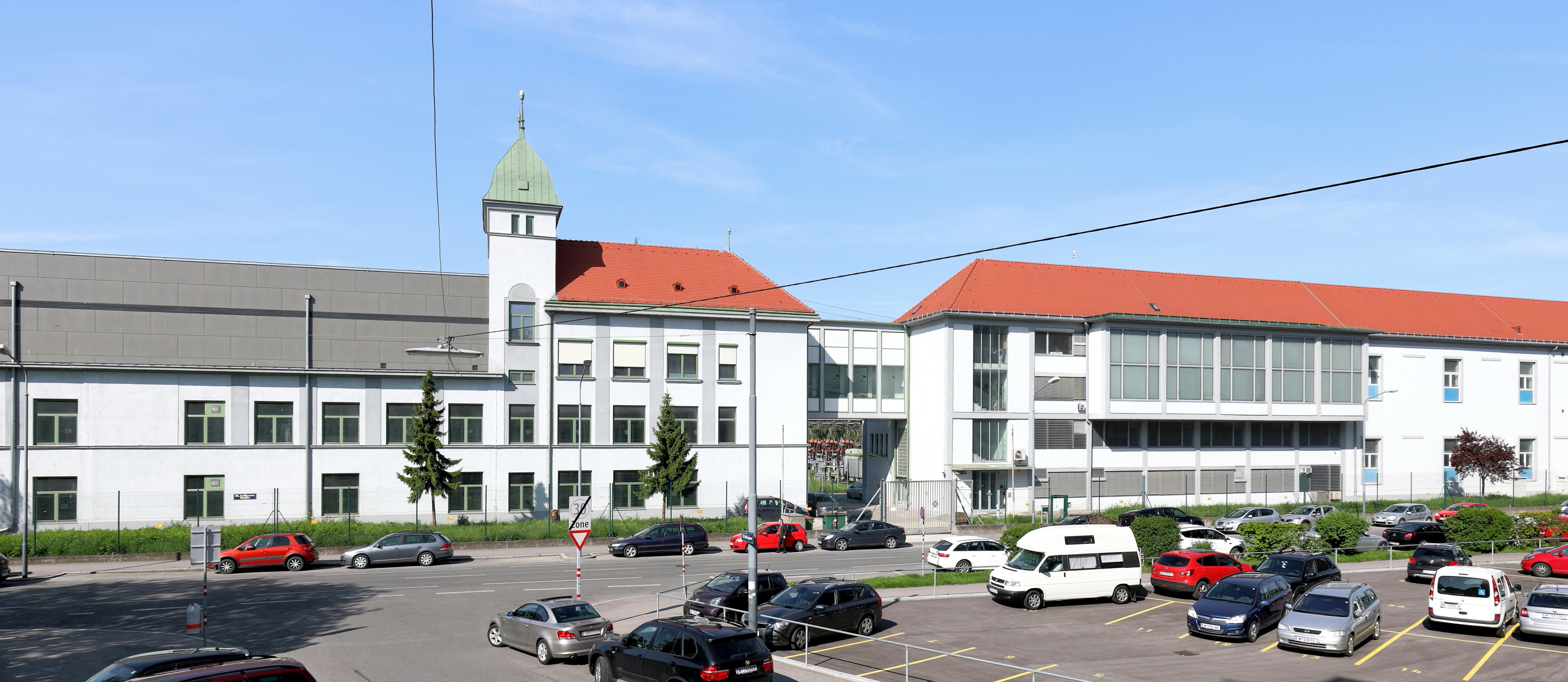
Umspannwerk Nord in Floridsdorf

Die 400-kV-Nordeinspeisung Wien ist eine 14,3 km lange Hochspannungsleitung zwischen Wien und Niederösterreich, welche unter anderem der elektrischen Energieversorgung der nördlichen Wiener Bezirke Floridsdorf und Donaustadt dient. Sie führt vom niederösterreichischen Umspannwerk Bisamberg, und den dortigen Anschluss an das österreichische 380-kV-Netz der Austrian Power Grid (APG), zum Umspannwerk Wien-Nord. Sie wurde am 10. Mai 2006 von der Wiener Netze GmbH (ehem. Wien Energie Stromnetz) in Betrieb genommen und stellt neben dem Umspannwerk Wien-Südost die zweite Anbindung der Stadt Wien an das überregionale 380-kV-Verbundnetz dar.
Als Besonderheit ist diese Leitung als Kombination einer Freileitung und eines Erdkabels ausgeführt. Als Freileitung verläuft sie zwischen dem Umspannwerk Bisamberg und der auf Wiener Stadtgebiet gelegenen Kabelüberführungsstation in der Dr.-Nekowitschstraße. Zwischen der Kabelüberführungsstation und dem Umspannwerk Wien-Nord bei 48° 15′ 27,0″ N, 016° 23′ 24,0″ O ist sie als 5,5 km langes Erdkabel ausgeführt, da dieser Abschnitt durch teilweise dicht verbautes Stadtgebiet führt.
Die Nordeinspeisung ist auf die Übertragung einer Leistung von 1.050 MW ausgelegt und besteht aus zwei 400-kV-Systemen, die zu Wartungszwecken einzeln abgeschaltet werden können. Die Freileitung ist in Form von Bündelleitern zur Reduktion von Koronaentladungen ausgeführt, die Erdkabel sind mit wassergefüllten Kühlrohren ausgestattet, welche die Verlustwärme aufnehmen. Die Unterquerung des Marchfeldkanals und der Nordbahn wurde in Form eines 120 m langen Dükers ausgeführt.